# Hans Thacher Clarke
Hans Thacher Clarke (27 décembre 1887 - 21 octobre 1972) est un biochimiste de la première moitié du XXe siècle. Il est né en Angleterre où il reçoit sa formation universitaire, mais étudie également en Allemagne et en Irlande. Il passe le reste de sa vie aux États-Unis.

## Biographie
Clarke est né à Harrow en Angleterre. Il est le fils de Joseph Thacher Clarke, un archéologue. Sa sœur aînée est la compositrice et altiste Rebecca Clarke. Hans Clarke fréquente l'University College London School et entre ensuite à l'université en tant qu'étudiant en chimie, où il étudie avec William Ramsay, J. Norman Collie et Samuel Smiles. Il obtient un diplôme (baccalauréat des sciences) en 1908 et continue à effectuer des recherches à l'université dirigée par Smiles et Stewart. En 1911, il reçoit une bourse d'exposition de 1851, ce qui lui permet d'étudier pendant trois semestres à Berlin avec Emil Fischer et un semestre avec AW Stewart au Queen's College de Belfast. À son retour, il obtient le D.Sc. de l'Université de Londres en 1913.

## Carrière
Le père de Clarke est le représentant européen de la société pionnière de la photographie américaine Kodak pendant plusieurs années et est un ami personnel du fondateur George Eastman. Après que Hans ait obtenu son diplôme en chimie, Eastman le consulte à quelques reprises concernant les processus liés à la chimie. Lorsque la Première Guerre mondiale éclate, Eastman est contraint de rechercher d'autres sources de produits chimiques qu'il obtenait d'Allemagne, et il se tourne vers Hans Clarke pour obtenir de l'aide. À la demande d'Eastman, Clarke déménage à Rochester, état de New York, en 1914 pour aider, ce qu'il suppose être le considérable département de génie chimique de l'entreprise. Il est surpris de découvrir qu'il est le seul chimiste organique là-bas.
Clarke reste avec Kodak jusqu'en 1928, date à laquelle il est invité à devenir professeur de chimie biologique au Columbia University College of Physicians and Surgeons. Ses compétences administratives et sa capacité à reconnaître les talents contribuent à la croissance du département de biochimie de Columbia, qui dans les années 1940 devient l'un des plus importants et des plus influents des États-Unis.
Alors que les sombres événements annonçant la Seconde Guerre mondiale chassent d'éminents scientifiques juifs d'Europe, Clarke ouvre son laboratoire à des biochimistes réfugiés, parmi lesquels E. Brand, Erwin Chargaff, Zacharias Dische, K. Meyer, David Nachmansohn, Rudolf Schoenheimer et Heinrich Waelsch.
En tant que chef du département de biochimie de Columbia, Clarke s'est personnellement intéressé aux étudiants diplômés, dont il exige des qualifications rigoureuses avant l'admission. Au fil du temps, il consacre moins de temps à sa propre recherche, étant inondé de responsabilités départementales et professionnelles.
Le temps de Clarke chez Kodak donne lieu à quelques publications dans la littérature chimique, mais il aide à la préparation de 26 substances pour la série Synthèses Organique et en vérifie quelque 65 autres. Il reste associé à Kodak pour le reste de sa vie, ne prenant sa retraite en tant que consultant qu'en 1969. Entre autres recherches, il est impliqué dans la production de pénicilline aux États-Unis.
Clarke prend sa retraite de Columbia en 1956 en raison de sa politique de retraite obligatoire, mais part à Yale, où il passe huit ans en recherche à temps plein. Quand Yale a besoin de l'espace qu'il occupait, il déménage à nouveau, et fait encore sept ans de travail à la Fondation de Secours contre le Cancer pour Enfants à Boston, Massachusetts.

## Honneurs, récompenses, sociétés professionnelles
Clarke est élu à l'Académie nationale des sciences en 1942 et siège aux conseils d'administration du Journal of the American Chemical Society et du Journal of Biological Chemistry. Il est membre de l'American Philosophical Society, de l'American Chemical Society, de l'American Otological Society et de l'American Society of Biological Chemists. Il est probablement mieux connu pour son travail sur la réaction éponyme d'Eschweiler-Clarke. En 1973, sa veuve fait don de ses volumineux documents personnels et de recherche à l'American Philosophical Society.
Clarke est nommé directeur adjoint du Bureau de la recherche et du développement scientifique en 1944, qui le charge de coordonner la production de pénicilline aux États-Unis.
Clarke est Attaché scientifique à l'Ambassade des États-Unis à Londres (1951–52). Il peut travailler en étroite collaboration avec Robert Robinson, avec qui il a édité un livre majeur sur la recherche sur la pénicilline (publié en 1949).
Clarke est président de la section de Rochester de l'American Chemical Society (1921), de la section de New York (1946) et de la Division de chimie organique (1924-25). Il travaille au Comité de formation professionnelle et au Comité des prix Garvin. Il est président de la Société américaine des produits chimiques biologiques (1947). Il travaille dans plusieurs comités d'allocation de subventions. En tant que membre de la Société Otologique, il travaille dans un comité de subventions de 1956 à 1962. Il est président du conseil de bourses Merck de l'Académie nationale des sciences en 1957.
Clarke est très demandé pour ses talents d'écrivain lucide et est appelé à servir d'éditeur ou d'arbitre tout au long de sa carrière. Il siège au comité de rédaction de Synthèses Organiques (1921-32), et membre du comité de rédaction du Journal de Chimie Biologique (1937-1951), et fut rédacteur en chef adjoint du Journal de l'American Chemical Society (1928–38)
Clarke est un expert joueur clarinette, et reçoit de nombreuses demandes pour se produire. Ses travaux donnés incluent un cahier consacré à la performance de la clarinette.